# M72 LAW
M72 LAW là vũ khí chống tăng hạng nhẹ không có điều khiển do Hoa Kỳ thiết kế. Loại vũ khí này được thiết kế và chế tạo để thay thế cho bazooka.
M72 LAW chính thức phục vụ vào năm 1963 và chấm dứt hoạt động vào năm 1983. Hiện nay nó được sản xuất bởi Raufoss Nammo AS ở Na Uy.
Đầu năm 1963, M72 LAW đã được thông qua bởi quân đội Hoa Kỳ và là vũ khí cá nhân chống tăng bộ binh, thay thế lựu đạn HEAT M31 được bắn từ súng trường và M20A1 "Super Bazooka". Đầu những năm 1980, M72 được thay thế bằng FGR-17 Viper, nhưng chương trình này đã bị hủy bỏ do Quốc hội và AT4 M136 của Thụy Điển được giới thiệu để thay thế vị trí của nó. 

## Lịch sử

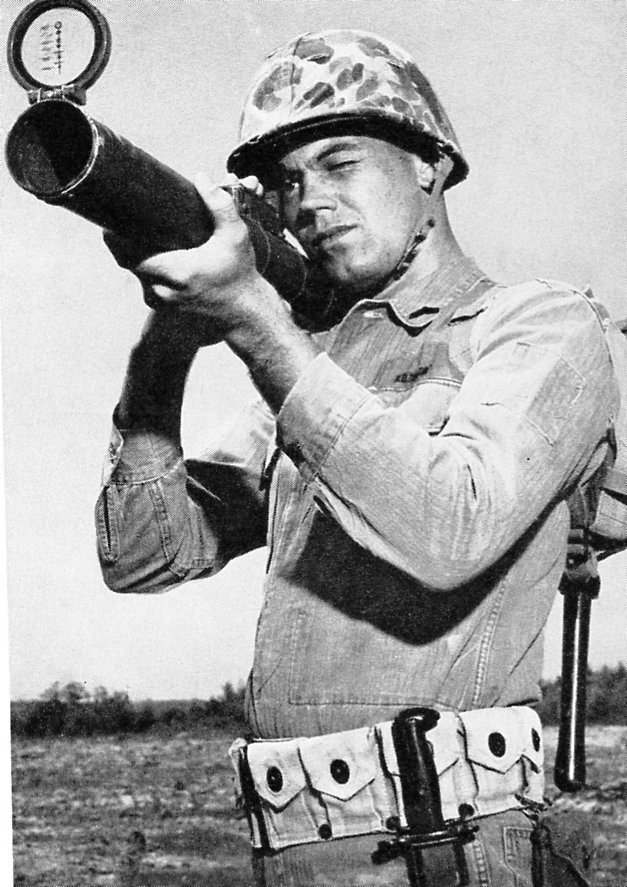
LAW nguyên mẫu năm 1961.

Trong thế chiến thứ hai, sự xuất hiện nhiều xe bọc thép và xe tăng trên chiến trường đã dẫn đến việc cần một loại vũ khí di động phù hợp cho bộ binh chống lại chúng. Các loại vũ khí ban đầu như súng phun lửa hay lựu đạn, mìn vv... có tầm sát thương thấp, hiệu quả kém và đôi khi nguy hiểm cho người sử dụng. Sau đó, quân đội Hoa Kỳ sử dụng Bazooka và nó đã trở thành một loại vũ khí khá hiệu quả chống lại các phương tiện bọc thép của đối phương. Tuy nhiên, bazooka vẫn có nhược điểm của nó: Lớn, cồng kềnh, khá mong manh và nó cần một đội hai người được đào tạo. Đức đã phát triển một giải pháp thay thế là Panzerfaust. Nó chỉ cần một người mang vác, rẻ và xạ thủ không cần đào tạo nhiều, đạt hiệu quả chiến đấu cao.

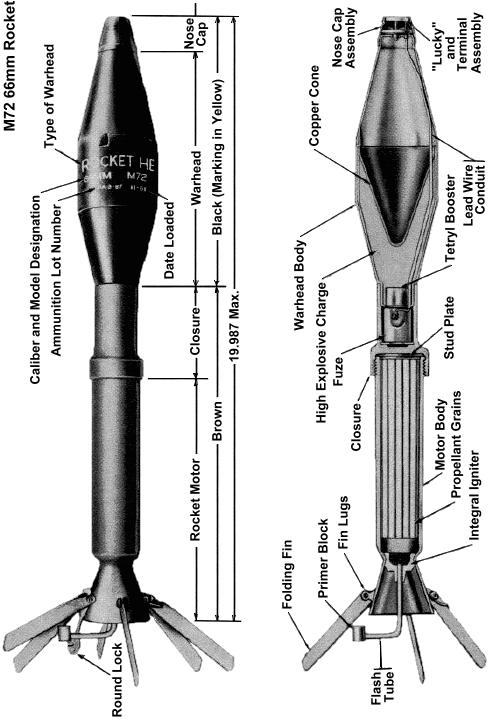
Rocket (tên lửa) của M72 LAW

M72 LAW là hậu duệ và là sự kết hợp của hai vũ khí chống tăng thời thế chiến thứ 2, nguyên tắc cơ bản là của một bazooka thu nhỏ, trong khi trọng lượng thấp và giá rẻ và giống như các Panzerfaust.
Súng nặng 2,5 kg, dài chưa đến 1 m lúc mở ra (chỉ 0,67 m lúc gấp lại), đường kính nòng 66 mm. Mỗi quả đạn dùng cho M72 LAW nặng 1,8 kg. Tốc độ đầu nòng của đạn là 145 m/s, tầm bắn hiệu quả 200 mét. So với các loại súng chống tăng thế hệ sau như SMAW và AT4, thì M72 LAW được đánh giá là dễ dùng hơn, nhẹ hơn và rẻ hơn nhiều.
Súng được dùng nhiều trong Chiến tranh Việt Nam, tuy nhiên đã thể hiện tệ hại. Tầm bắn hiệu quả của M72 khá thấp, bị đánh giá độ chính xác không bằng RPG-7 (Việt Nam gọi là B-41), ngoài ra sức xuyên cũng kém hơn. Cụ thể:
- M72 có tầm bắn hiệu quả khoảng 170 - 220 mét với mục tiêu cố định hoặc thấp hơn nếu mục tiêu di động, kém hơn đáng kể so với RPG-7 (đạt khoảng 500 mét với mục tiêu cố định hoặc 250 - 350 mét với mục tiêu di động).
- Đạn của M72A1 có sức xuyên chỉ đạt 200mm thép RHA, không đủ xuyên thủng giáp trước của T-54 nếu bắn theo góc ngang (muốn hạ T-54 thì phải tìm cách bắn M72 vào hông hoặc nóc xe). Trong khi đó, RPG-7 đạt sức xuyên 330mm RHA, có thể xuyên thủng giáp trước của hầu hết các loại xe tăng trên thế giới thời đó.
- Ngòi nổ áp điện của M72 thiếu tin cậy, nếu viên đạn trúng vào bề mặt vát nghiêng thì có thể bị trượt đi không phát nổ.
- M-72 phải lắp sẵn đạn vào trong ống phóng, mỗi bộ binh chống tăng có thể mang tối đa 3-4 ống phóng vác sau lưng (tương ứng 3-4 phát bắn), và binh sĩ không thể thay loại đạn trong ống phóng. Trong khi đó, RPG-7 có đạn và súng để riêng, mỗi bộ binh chống tăng có thể mang 1 súng với 8 viên đạn cất trong túi vải (tương ứng 8 phát bắn), tùy theo mục tiêu mà có thể thay đổi loại đạn một cách linh hoạt.
- M72 là vũ khí dùng 1 lần (khi bắn xong thì ống phóng cũng phải bỏ đi), nên ống phóng không gắn kính ngắm để tiết kiệm chi phí. Còn RPG-7 có thể gắn kính ngắm chuyên dụng để bắn xa chính xác hơn.
- Khi M72 bắn xong thì ống phóng trị giá cả nghìn USD cũng phải bỏ đi, còn RPG-7 có thể bắn 250 phát mới phải thay ống phóng. Đối với những đội quân du kích, "nhà nghèo" thì M72 sẽ gây lãng phí lớn.

Thực tế chiến đấu ở Việt Nam cũng đã chứng minh những vấn đề này. Trong khi RPG-7 đã diệt hàng nghìn xe tăng - xe thiết giáp các loại, có những trận diệt tới vài chục xe, thì M72 lại có thành tích khá nghèo nàn. Trong trận Làng Vây đã có khoảng 100 quả bắn vào xe tăng PT-76 nhưng không hạ được chiếc nào: hoặc bắn trượt, hoặc đạn trúng vào lớp giáp vát nghiêng của PT-76 và trượt văng ra ngoài. Dù vài chục nghìn khẩu M72 đã được Mỹ đưa tới Việt Nam, nhưng chúng chỉ diệt được không quá vài chục xe tăng - thiết giáp trong toàn cuộc chiến. M72 chỉ thỉnh thoảng đạt được hiệu quả tương đối khi tác chiến trong đô thị, nơi mà bộ binh có thể phục kích bắn vào hông xe tăng từ cự ly gần (ví dụ như trận An Lộc), còn trong những trận đánh ở những nơi trống trải hơn, nó không gây được nhiều thiệt hại cho tăng thiết giáp của quân đội nhân dân Việt Nam.
Sau này, 2 loại súng tiếp tục được nâng cấp. Nhưng đạn của M72 bắt buộc phải nhét vừa vào trong ống phóng 66mm nên rất khó để gia tăng sức công phá, loại đạn nâng cấp mạnh nhất của M72 (chế tạo trong thập niên 2000) cũng chỉ có thể xuyên 450mm thép RHA và cũng không có đầu nổ kép để chống giáp phản ứng nổ. Còn RPG-7 có đầu đạn gắn ngoài miệng nòng nên có thể dễ dàng cải tiến đạn để tăng sức công phá, ví dụ như loại đạn PG-7VR có thể xuyên 750mm thép RHA và có đầu nổ kép để chống giáp phản ứng nổ. Vì vậy, trong khi RPG-7 tiếp tục được sử dụng phổ biến thì M72 dần bị rút khỏi trang bị của phần lớn các quốc gia, kể cả Mỹ.
Sau chiến tranh Việt Nam, quân đội nhân dân Việt Nam đã thu giữ được tới 63.000 khẩu M72. Để tận dụng số súng này, Việt Nam đã chế tạo lại, dùng nó làm vũ khí bắn đạn cháy M74 để chống bộ binh, lô cốt. Đạn M74 là một trong nhiều mẫu đạn rocket được phát triển cho súng M72, đạn sử dụng một đầu đạn M235 chứa 0,61 kg chất cháy TPA (sự kết hợp giữa triethyl aluminum và polyisobutene), bắt cháy ngay khi gặp không khí, tạo ra nhiệt độ lên đến 1.600 °C. Để khắc phục nhược điểm của M72 là phải vứt bỏ ống phóng sau mỗi phát bắn, các sĩ quan nghiên cứu của Tiền phương Bộ Tư lệnh Binh chủng Hóa học và Phân hiệu 2 Trường Đại học Kỹ thuật quân sự (giảng viên Khoa Trang bị Cơ điện là Nguyễn Đình Sai và Kiều Văn Thông) đã cải tiến để những khẩu M72A1/A2 chiến lợi phẩm có thể bắn đạn cháy nhiều lần. Ngày 09/12/1978, súng M72 bắn đạn cháy thử nghiệm thành công, đảm bảo độ chính xác trong tầm bắn đến 250 mét.
Loại vũ khí này đã được sử dụng trong chiến tranh biên giới Việt-Trung, đạt hiệu quả cao. Sáng ngày 01/03/1979, một phân đội M72 gồm 11 người, trang bị 11 súng M72 (mỗi khẩu 5 viên đạn cháy) do tiểu đội trưởng Vũ Mạnh Quân chỉ huy, phối thuộc cùng Tiểu đoàn 7, Trung đoàn 141, Sư đoàn 3 Sao Vàng tiến công điểm cao 473 gần thị xã Lạng Sơn. Tổng cộng, phân đội M72 đã bắn 18 phát đạn cháy, tiêu diệt 9 mục tiêu, loại khỏi vòng chiến đấu 70 địch. Tiếp đó, ngày 5/3/1979, phân đội M72 gồm 4 người và 7 súng M72 (có 3 khẩu chưa được cải tiến), 14 viên đạn cháy do trung đội phó Nguyễn Văn Mùi chỉ huy, đã phối hợp với các đơn vị bạn phòng ngự điểm cao 413. Phân đội M72 đã bắn 13 phát đạn, loại khỏi vòng chiến đấu nhiều quân địch, cả 4 chiến sĩ của tổ M72 đều được tặng thưởng Huân chương Chiến công, riêng chiến sĩ Nguyễn Công Hoan được tặng thưởng Huân chương Chiến công hạng nhất, được báo công trong Đại hội Đoàn Thanh niên Cộng sản Hồ Chí Minh toàn quân và toàn quốc năm 1980.
Hiện nay, M72 cũng được quân Mỹ dùng để bắn đạn cháy chống bộ binh tại đô thị ở Afganistan và Iraq, nhưng nó không còn đóng vai trò chống tăng như trước nữa.

## Các nước sử dụng

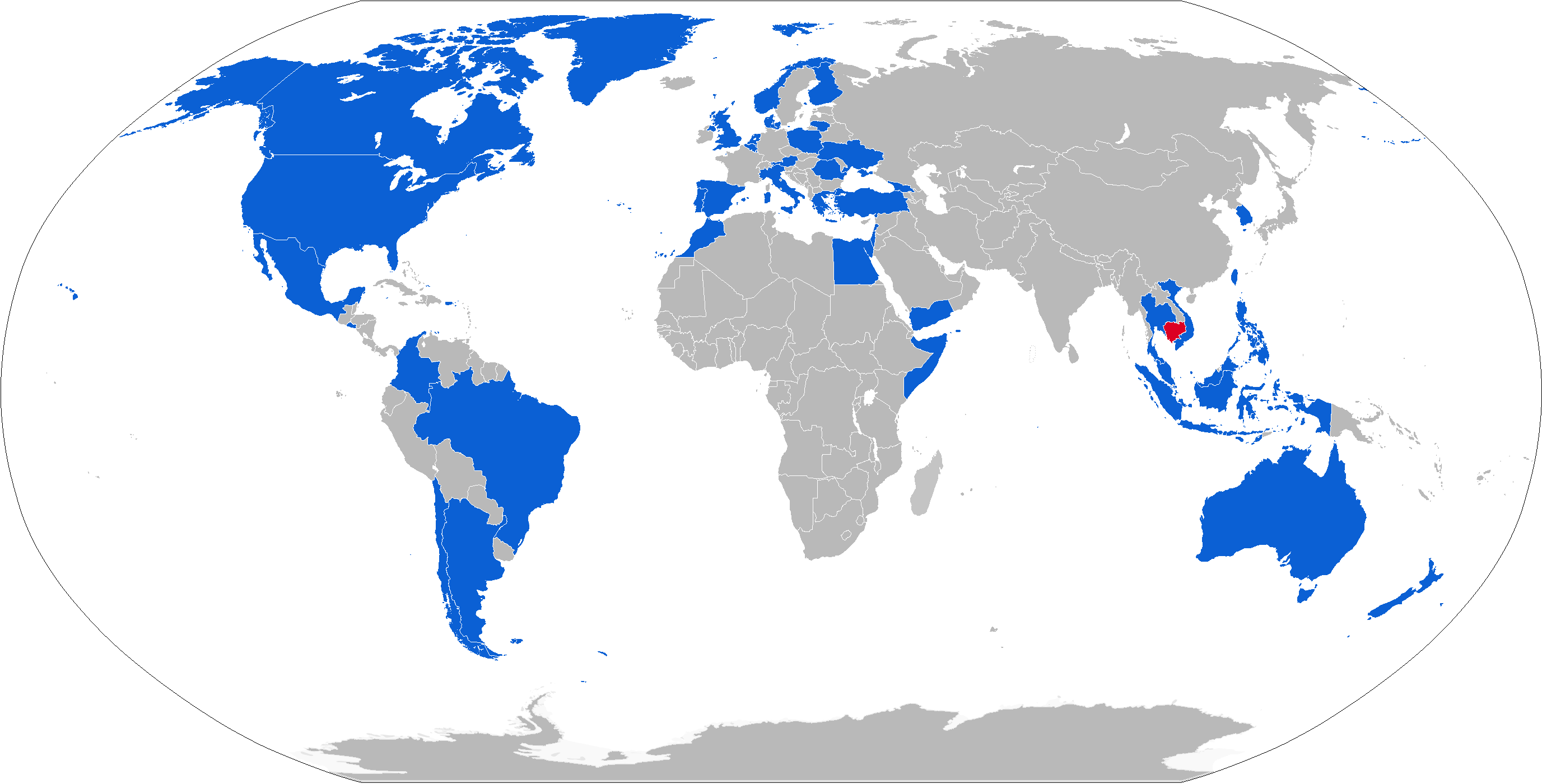
Map with M72 operators in blue with former operators in red. Note: Contrary to this map, Denmark still uses it

### Current operators
- Australia:  biến thể M72A6 .[7]
- Austria[7]
- Belgium[7]
- Canada[7]: biến thể M72A5[8], được dán nhãn là M72A5-C1
- Chile: M72A3 .[7]
- Denmark: Biến thể M72A7, kể từ năm 2018 M72 EC.[9][10]
- El Salvador[11]
- Israel[12][13]
- Italy : Biến thể M72A5 từ năm 2007.
- Malaysia[14]
- Finland[7]
- Georgia[15]
- Greece[16]
- Iraq[17]
- Kosovo:
- Luxembourg[7]
- Lithuania: Lực lượng tình nguyện phòng thủ quốc gia Litva[18]
- México: Được nhìn thấy lần đầu vào tháng 9 năm 2018.[19]
- Morocco[7]
- Netherlands[7]
- New Zealand[7]
- Norway[7]
- Philippines[20]
- Romania[21]
- Somalia[22]
- South Korea[7]
- Spain: biến thể M72A3.[7]
- Liên minh Quốc gia Syria[23]
- Taiwan[7]
- Thailand[7]
- Turkey[7]
- Ukraine: Được Lực lượng vũ trang Đan Mạch và Lực lượng vũ trang Na Uy giao cho Ukraine, như một phần viện trợ quân sự trong Cuộc xâm lược của Nga năm 2022.[24][25]
- United Kingdom: Được Quân đội Anh sử dụng từ những năm 1970 đến đầu những năm 1990[26] Biến thể M72A9 được đưa vào sử dụng lại trong Chiến tranh Afghanistan.[27] Do trọng lượng nhẹ, chi phí thấp hơn và khả năng di động hơn
- United States[7]
- Yemen[7]
- Vietnam[7]

### Former users
- FNLA[28]
- South Vietnam [29]
- Cộng hòa Khmer

## Hình ảnh

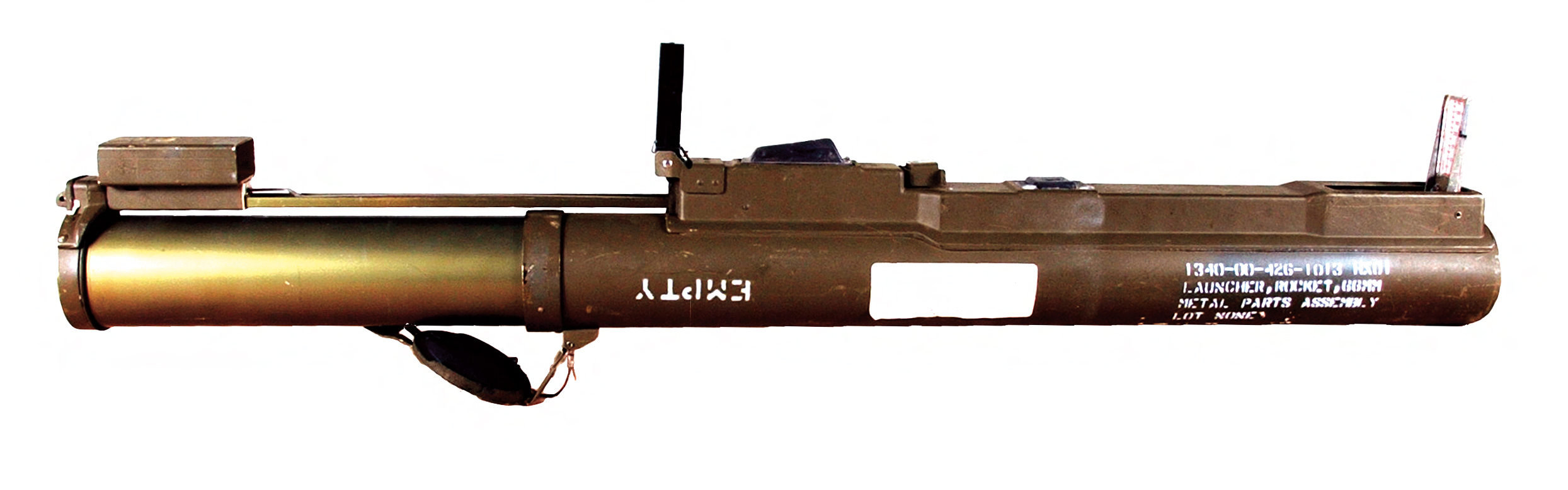
Lúc mở ra
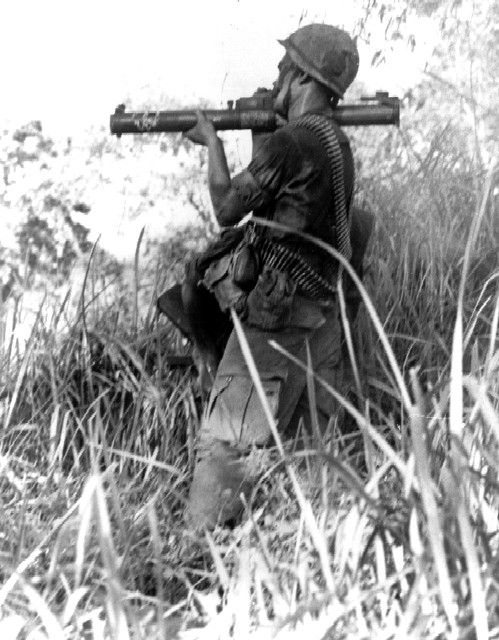
Dùng trong Chiến tranh Việt Nam
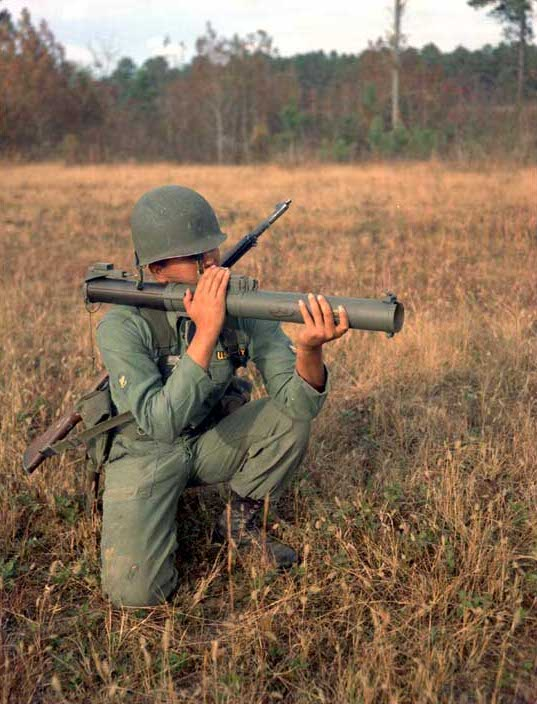
Trình diễn tại Fort Benning, Georgia.